# Steata tatei
Steata tatei là một loài bọ cánh cứng trong họ Cerambycidae.